# کریستوفر پائولینی
کریستفر پائولینی (به انگلیسی: christopher paolini) (زاده ۱۷ نوامبر ۱۹۸۳ - کالیفرنیا ) نویسنده جوان و معروف آمریکایی است که با نوشتن سری داستان‌های فانتزی وراثت به محبوبیت رسید.

## اراگون

تصویر جلد رمان اراگون

پائولینی در سن پانزده سالگی، بلافاصله پس از فارغ التحصیل شدن از دبیرستان، شروع به نوشتن اولین رمان خود تحت عنوان اراگون کرد و به کمک والدینش آن را توسط انتشارات لایتنینگ سورس به چاپ رساند. پس از موفقیت اراگون، انتشارات معروف رندوم هاوس در سال ۲۰۰۳ اقدام به چاپ مجدد آن کرد.
اراگون در همین سال، در رده سوم پرفروشترین کتابهای نیویورک تایمز قرار گرفت و در ژانویه سال ۲۰۰۴، رتبه اول بهترین رمان فانتزی را به دست آورد و هری پاتر و محفل ققنوس نوشته جی.کی.رولینگ دوم شد.

### افتخارات اراگون
پائولینی با اراگون توانست افتخارات بیشماری را نصیب خود کند که از آنها می‌توان به: کتاب سال نیویورک تایمز، کتاب سال پابلیشرز ویکلی، پرفروشترین کتاب یو.اس.ای تودی، پرفروشترین کتاب وال استریت ژورنال، کتاب سال بوک سنس، بهترین کتاب در بوک سنس سلکشن و... اشاره کرد.

## الدست
پائولینی پس از موفقیت اراگون، شروع به نوشتن دنباله آن تحت عنوان الدست کرد. الدست در سال ۲۰۰۵ به زیر چاپ رفت و پس از عرضه، به موفقیت بینظیری دست یافت. پائولینی به عنوان مقدمه در ابتدای رمان الدست آورده‌است :

وقتی اولین بار اراگون در ذهن من نقش بست، پانزده ساله بودم - نه یک پسربچه و نه یک نوجوان - تازه دبیرستان را تمام کرده بودم و اطمینانی به انتخاب راه زندگی ام نداشتم و به جادوی پرقدرت ادبیات فانتزی که قفسه‌های کتابهایم را آراسته بود، معتاد شده بودم. فرایند نوشتن کتاب اراگون، که در دنیا در معرض فروش قرار گرفت، و حالا تمام کردن کتاب الدست، مرا به جوانی سوق داده‌است. حالا بیست و یک سال دارم و با حیرت می‌بینم که دو کتاب را به چاپ رسانده‌ام. اتفاقات غریبی رخ داده‌است، اما مطمئنم که نه برای من.

سفر اراگون، سفر خود من بوده‌است : فردی با تربیت روستایی که با سرعتی نا امیدکننده بر خلاف زمان، سرگردان می‌شود. آموزش‌های فشرده و پرزحمتی را پشت سر می‌گذارد. برخلاف انتظار به موفقیت دست پیدا می‌کند. با عواقب شهرت دست و پنجه نرم می‌کند. و بالاخره به آرامش می‌رسد.

## بریسینگر
سومین قسمت از سری وراثت تحت عنوان بریسینگر در سال ۲۰۰۷ به چاپ رسید و همانند گذشته به موفقیت بزرگی دست یافت. پائولینی که از ابتدا اعلام کرده بود سری وراثت یک سه گانه خواهد بود و داستان اراگون و سفیرا در پایان کتاب سوم خاتمه خواهد یافت، پس از عرضه بریسینگر، عنوان کرد که داستان به پایان نریسده‌است.

## وراثت
پائولینی چهارمین و آخرین قسمت از این سری تحت عنوان وراثت (رمان) را در سال 2011 به چاپ رسانید .

## اراگون و سفیرا در سینما
در سال ۲۰۰۶ فیلمی تحت عنوان اراگون (فیلم) به کارگردانی استفان فنگ میر بر اساس اولین رمان کریستفر پائولینی ساخته شد. در این فیلم ادوارد اسپیلرز در نقش اراگون بازی و ریچل وایس بازیگر مطرح هالیوود به جای کاراکتر سفیرا صداپیشگی کرد.

## اژدها سوار در دنیای بازی‌ها
در نوامبر سال ۲۰۰۶ یک بازی کامپیوتری برگرفته از فیلم اراگون، قبل از اکران جهانی فیلم، در سرتاسر دنیا عرضه شد . این بازی امتیاز ۴٫۷ از ۱۰ را از سایت‌های معتبر بازی از آن خود کرد .

## ترجمه در ایران
رمان‌های پائولینی اولین بار توسط پریا آریا، مهناز ولی ترجمه و نشر زهره آن را به چاپ رسانده‌است اما در حال حاضر می توانید این کتاب را از نشر زهره و یا از انتشارات بهنام با ترجمه محمد نوراللهی خریداری کنید .